# Kelmscott, Western Australia
Kelmscott är en del av en befolkad plats i Australien. Den ligger i kommunen Armadale och delstaten Western Australia, omkring 25 kilometer sydost om delstatshuvudstaden Perth.
Runt Kelmscott är det ganska tätbefolkat, med 100 invånare per kvadratkilometer.. Närmaste större samhälle är Armadale, nära Kelmscott. 
Runt Kelmscott är det i huvudsak tätbebyggt. Genomsnittlig årsnederbörd är 951 millimeter. Den regnigaste månaden är september, med i genomsnitt 168 mm nederbörd, och den torraste är februari, med 12 mm nederbörd.